# 武内忠男
武内 忠男（たけうち ただお、1915年11月22日 - 2007年5月24日）は、日本の医学者。熊本大学名誉教授。
水俣病の原因究明に寄与し、「有機水銀説」を導いたことで知られる。

## 経歴
大分県出身。1941年、満洲医科大学を卒業。1950年、熊本大学医学部病理学教室に招聘され、一貫して病理学の研究と後進の育成に努めてきた。特に、組織化学の分野においては、細胞組織内に存在する酵素の観察に世界に先駆けて成功し、多数の酵素の組織細胞化学的検索手段を開発するなど、「酵素組織化学」を新しい学問領域として確立し、生物学・医学への応用の基礎を作った。
1957年6月、当時、奇病と言われ、水俣市で多数発生した患者に関し、小脳顆粒細胞層の病変により、水銀中毒の可能性があると示唆。1958年、脳病変よりハンター・ ラッセルらの有機水銀中毒の剖検例との一致を確信。研究を続け、水俣病が有機水銀の経口摂取と体内蓄積による中毒性の症状であることを病理学的に立証する。
1959年7月14日、徳臣晴比古らとともに有機水銀説を熊本大学水俣病研究班に報告。7月22日、研究班は「水俣病の原因は有機水銀であることがほぼ確定的になった」と正式に発表し、これをきっかけとして漁民たちはチッソに補償を迫った。
ところが当時の環境庁は、武内らの成果を否定。研究班は解散させられた。
朝日新聞社は熊本大学医学部水俣病研究班に対し、1966年度の「朝日賞」を贈呈。社会的評価は高まるも、武内はその後、1972年～1974年まで務めた熊本県水俣病認定審査会の会長の座を追われた。結果、認定基準が厳格化された。
1986年、尚絅大学短期大学部第6代学長に就任。
2007年5月24日、腎細胞がんのため熊本県阿蘇郡の病院で死去。91歳没。遺体は、熊本大の弟子たちの手で解剖に付された。